# Stag
Stag – ósmy album studyjny zespołu Melvins wydany w 1996 roku przez firmę Atlantic Records. 

## Lista utworów
1. "The Bit" 4:45
2. "Hide" 0:50
3. "Bar-X-the Rocking M" 2:24
4. "Yacobs Lab" 1:17
5. "The Bloat" 3:41
6. "Tipping the Lion" 3:48
7. "Black Bock" 2:43
8. "Goggles" 6:30
9. "Soup" 2:39
10. "Buck Owens" 3:11
11. "Sterilized" 3:30
12. "Lacrimosa" 4:40
13. "Skin Horse" 5:16
14. "Captain Pungent" 2:21
15. "Berthas" 1:25
16. "Cottonmouth" 1:56

## Twórcy
- Dale Crover – perkusja, gitara, sitar, bongosy
- Mark Deutrom – gitara basowa, gitara, pianino, gitara barytonowa
- Buzz Osbourne – wokal, gitara, gitara basowa, perkusja
- Dirty Walt – puzon w piosence 3
- Mac Mann – organy i pianino w piosence 3
- GGGarth – inżynier, producent, wokal w 7
- Dr. Beat – moog w piosence 9
- Bill Bartell – gitara w piosence 11
- Mackie Osborne – ilustracje, perkusja w piosence 12
- Joe Barresi – inżynier, producent
- Alex Newport – inżynier, producent
- Chris Kozlowski – inżynier, producent